# Coex'ae Qgam
Coex'ae (đôi khi được viết thành Coinx'ae hoặc Xwexae) Qgam, người làm việc dưới cái tên Dada (đôi khi được gọi là Dada Coex'ae Qgam) (1934 - 2008) là một nghệ sĩ, người kể chuyện và dịch giả người Botswana. Là một người San, bà là thành viên của bộ tộc Ncoakhoe ở Naro.
Qgam sinh năm 1934 tại Ghanzi và chỉ học được ba tháng; tuy nhiên, bà đã thành thạo năm thứ tiếng châu Phi. Bà làm việc một thời gian như một bảo mẫu và người giúp việc. Chính trong thời gian làm việc ở Namibia, lần đầu tiên bà tiếp xúc với nghệ thuật dệt, khi một người chủ dạy bà làm nghề may vá và thêu. Năm 1990, bà tham gia Dự án nghệ thuật Kuru với tư cách là dịch giả; tiếp xúc với các loại hình nghệ thuật khác nhau khuyến khích bà thử tự mình sáng tạo tác phẩm nghệ thuật, mặc dù bà không được đào tạo chính thức. Năm 1999, bà là một trong tám nghệ sĩ, bốn người Kalahari và bốn người từ New Mexico, tham gia vào một cuộc trao đổi văn hóa với Đại học New Mexico, nơi họ sẽ tạo ra một bộ thạch bản về chủ đề của những kẻ lừa đảo trong văn hóa dân gian. Vào tháng 1 năm 2000, tác phẩm của bà được trình chiếu ở Gaborone cùng với Ann Golifer và Neo Matome. Trong sự nghiệp của mình, Qgam đã trình diễn tác phẩm tại Nam Phi cũng như ở Châu Âu, Nhật Bản và Hoa Kỳ. Tác phẩm của bà được thể hiện trong bộ sưu tập của Lechwe Trust ở Zambia và Bảo tàng nghệ thuật Portland. Ba trong số các bản in thạch bản của bà thuộc sở hữu của thành phố Albuquerque, New Mexico. Cuối đời, Qgam tiếp nhận nghệ sĩ San Cg'ose Ntcox'o sau khi Ntcox'o góa chồng.
Qgam đã hợp tác với một nhóm các nghệ sĩ San khác từ Dự án Nghệ thuật Kuru trên ấn phẩm của Qauqaua, một cuốn sách của các nghệ sĩ được xuất bản tại Johannesburg năm 1996; văn bản của cuốn sách dựa trên việc bà kể lại một truyện dân gian San. Bản thân bà cũng là chủ đề của một cuốn sách, Tiểu sử và Chân dung, Cuộc trò chuyện và Hình ảnh: Coex'ae Qgam, Dada "I Am One of a Kind. I Don't Know why I was Created": Story Teller, Dancer, Beadworker, Painter, Printmaker, Daughter, Sister, Mother, Lover, Wife của Ann Gollifer và Jenny Egner, xuất bản năm 2011 và bao gồm các cuộc phỏng vấn và một danh mục các tác phẩm của bà.